# Woodbadge

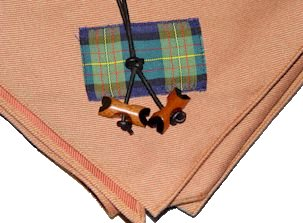
Woodbadge en Gilwell-das

Wood Badge is het onderscheidingsteken dat iemand ontvangt na het succesvol afronden van de Gilwellcursus bij Scouting. Het bestaat uit twee houten kralen aan een leren veter. De cursus wordt in Vlaanderen en Nederland Gilwell, Gilwellcursus of Gilwelltraining genoemd, daarbuiten vaak Wood Badge. Nagenoeg alle scoutingorganisaties ter wereld organiseren de cursus.

## Cursus

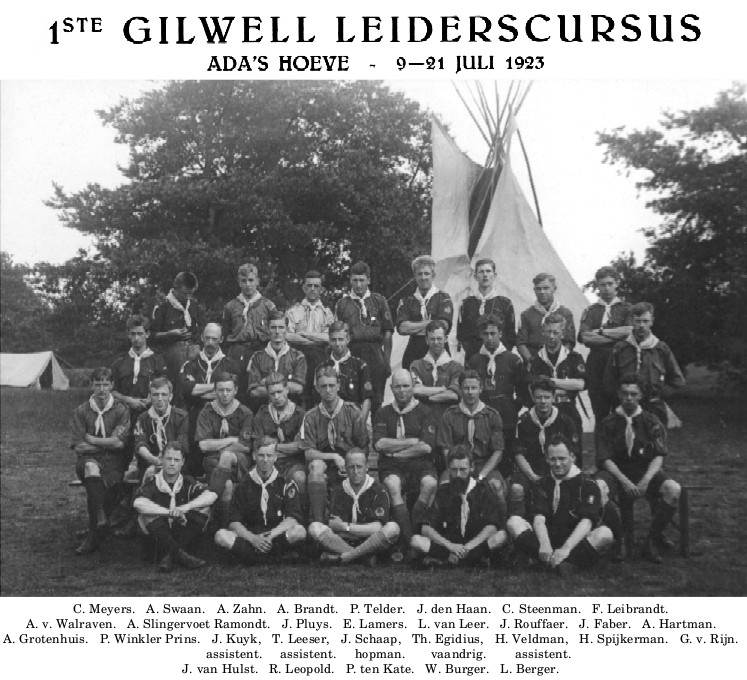
Groepsfoto eerste Nederlandse Gilwell Leiderscursus op Gilwell Ada's Hoeve in Ommen

De Gilwellcursus is een training voor kaderleden die door veel scoutingorganisaties overal ter wereld georganiseerd wordt. Gidsenorganisaties, scoutingorganisaties voor meisjes, kennen vaak geen Gilwell cursus, maar hebben andere gelijkwaardige cursussen. De oorsprong ligt, zoals bij de hele scoutingbeweging in Engeland. De allereerste keer was Robert Baden-Powell zelf een van de instructeurs. Daarna verspreidde het concept in verschillende vormen over de hele wereld. Waar in andere landen vaak gefocust wordt op praktische vaardigheden, is in Nederland en België vooral persoonlijke vorming het hoofddoel. Zowat overal blijft de training wel geïnspireerd op het oorspronkelijke idee van learning by doing. Men gaat er daarbij van uit dat ervaringsleren veel diepgaandere kennis oplevert dan schools onderricht. Meer dan het eenvoudige 'hoe' en 'wat' over scouting, wil men op de Gilwellcursus plaats maken voor een aantal waarden zoals tolerantie, tevredenheid, service en dergelijke.

### Nederland
De eerste Gilwell-leidercursus in Nederland werd gehouden in juli 1923, onder leiding van Jan Schaap en Thorwald Egidius, op Gilwell Ada's Hoeve bij Ommen. De Katholieke Scoutingorganisatie hield hun cursus later op Gilwell Sint Walrick bij Overasselt. Sinds ongeveer 2000 vindt de Gilwellcursus plaats op het Scoutcentrum Buitenzorg bij Baarn, of buiten in België of Duitsland. In 2009 werd in samenwerking met de Poolse nationale scoutingorganisatie de eerste Nederlandse International Woodbadge course gegeven.

### België
De eerste Gilwellcursus in België werd in augustus 1923 op het kasteel van Jannée in Pessoux bij Ciney onder leiding van Étienne Van Hoof gehouden.
In Vlaanderen werd de eerste Gilwellcursus in 1930 op domein de Kluis te Sint-Joris-Weert gehouden. Sinds de jaren 1970 wordt de cursus ook op de andere domeinen van Scouts en Gidsen Vlaanderen georganiseerd. Vanaf de jaren 1990 kwam er ook een trektochtvariant, waarbij de deelnemers een hele week zonder vooruitgetekend plan op tocht trekken.
In 2010 organiseerden FOS Open Scouting en Scouts en Gidsen Vlaanderen voor het eerst een gezamenlijke cursus. De cursus heeft instructeurs en deelnemers van beide organisaties, en gaat door op domein De Kluis te Sint-Joris-Weert.

## Onderscheidingstekens
Na afronding van de Gilwellcursus ontvangt de deelnemer de Gilwell-kralen, een certificaat en hij mag de Gilwelldas en de Gilwelldasring dragen. De kralen worden meestal aan een leren veter rond de hals gedragen. Daarbij worden de kralen dan door een enkelvoudige knoop bevestigd. Soms worden ze ook rond de traditionele scoutshoed gedragen. Gilwellians worden ook automatisch lid van 'Gilwell Troop 1'.

### Gilwellkralen
De kralen, die voor moed en leiderschap staan, werden voor het eerst uitgereikt op de eerste leidercursus in september 1919 op Gilwell Park.

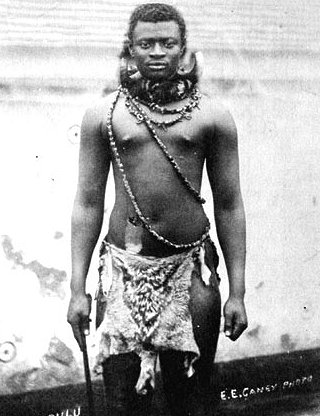
Koning Dinuzulu (hier nog als prins in 1883) met de halsketting met de originele Gilwell-kralen in acaciahout

De oorsprong van de Gilwell-kralen kan worden teruggezocht tot 1888, toen Robert Baden-Powell op een militaire campagne in Zoeloeland (nu een deel van Zuid-Afrika) was. Hij achtervolgde Dinuzulu, een Zoeloe-koning, voor enige tijd, maar slaagde er nooit in om de achterstand ten opzichte van hem in te halen. Dinuzulu had een 4 meter lange ketting met meer dan duizend acaciakralen. Er wordt gezegd dat Baden-Powell de ketting vond toen hij in Dinuzulu's verlaten bergvesting kwam. Deze halskettingen werden in het Zoeloe iziQu genoemd en werden aan dappere krijgerleiders gegeven.
Baden-Powell zocht, zo'n dertig jaar later, naar een onderscheidingsteken voor de deelnemers aan de eerste Gilwell cursus. Hij maakte de eerste tekens met behulp van twee kralen uit de ketting van Dinuzulu, en reeg ze aan een leren veter die hij had gekregen van een bejaarde Zuid-Afrikaan in Mafikeng en noemde het geheel Woodbadge. Omdat al snel alle kralen uitgedeeld waren, ging men later verder met het zelf fabriceren van kralen uit het hout van de bomen in Gilwell Park.
Hoewel er geen officiële knoop bestaat voor het vastknopen van de twee uiteinden van de veter, is dit doorgaans de halve steek. In andere landen gebruikt men ook de diamantknoop.

### Gilwelldas en Gilwelldasring
De Gilwelldas is een katoenen das, aan de buitenkant kakikleurig en aan de binnenkant lichtrood. Een wollen versie is alleen verkrijgbaar in Engeland. Op de punt van de das is een rechthoekig stukje van de tartan van de familie MacLaren genaaid, als herinnering aan W.F. de Bois MacLaren, die Gilwell Park schonk aan de scoutingbeweging in 1919. De dasring is een twee-strengs versie van een Turkse knoop, deze heeft geen begin en geen einde en symboliseert oneindigheid en de inzet van een Gilwelliaan voor Scouting.